# Couven-Gymnasium
Das Couven-Gymnasium (auch: Couvengymnasium und in Eigenschreibweise: Couven Gymnasium) ist ein städtisches Gymnasium mit mathematisch-naturwissenschaftlicher Tradition in Aachen. Es geht auf die 1818 erfolgte Gründung einer Baugewerkschule zurück und erhielt 1945 bei seiner Wiedereröffnung seinen heutigen Namen in Gedenken an den Aachener Architekten und Baumeister des Barocks Johann Joseph Couven. Das Gymnasium ist eine anerkannte MINT-EC-Schule und Europaschule mit einem deutsch-englischen bilingualen Sprachenzug. Die Schule ist ebenfalls akkreditierte Erasmus+ Schule.

## Geschichte
Die Anfänge des heutigen Couven-Gymnasiums gehen auf die Schulreform in der Rheinprovinz nach der Befreiung von der französischen Besetzung zurück. Auf Initiative des Geheimen Oberfinanzrates Christian Peter Wilhelm Beuth wurde am 15. Januar 1818 durch den Oberbürgermeister Cornelius von Guaita die „Königliche Provinzialgewerbeschule“ als Baugewerkschule im Bereich der Straße Bergdriesch mit angeschlossener Handwerkerschule gegründet. Erste Lehrer an dieser Schule waren unter anderem der Landbauinspektor Johann Peter Cremer und der Stadtbaumeister Adam Franz Friedrich Leydel. Im Jahr 1820 wurde sie zur Provinzialgewerbeschule erhoben und bezog 1835 unter ihrem neuen Direktor Johann Josef Kribben (1804–1855) aus Elberfeld einen Gebäudekomplex am Aachener Klosterplatz in unmittelbarer Nähe zum Katschhof. Im Jahr 1837 fand eine Neugliederung statt, die die Provinzialgewerbeschule mit der Ausrichtung einer „Höheren Bürgerschule“ erweiterte, die den modernen Bedürfnissen jener Zeit entsprach und offiziell als „Kombinirte Höhere Bürger- und Provinzial-Gewerbeschule zu Aachen“ bezeichnet wurde. Bereits 1851 und nach der Neuausrichtung der preußischen Schullandschaft vom 5. Juli 1850 wurde die kombinierte Schule wieder aufgeteilt, jedoch bis 1880 von einem gemeinsamen Direktor geleitet. Dies blieb bis 1855 Josef Kribben, dem von 1862 bis 1865 der spätere Rektor der TH Aachen, Adolf Wüllner, und ab 1866 der Mathematik- und Gewerbelehrer Joseph Pützer folgte. Ab 1880 wurde schließlich die Schulleitung aufgeteilt und der Gewerbelehrer Joseph Spennrath (1852–1902) übernahm die Leitung der Provinzialgewerbeschule, die im 20. Jahrhundert in die heutige Mies-van-der-Rohe-Schule überging; Pützer behielt bis 1900 die Leitung der Bürgerschule.

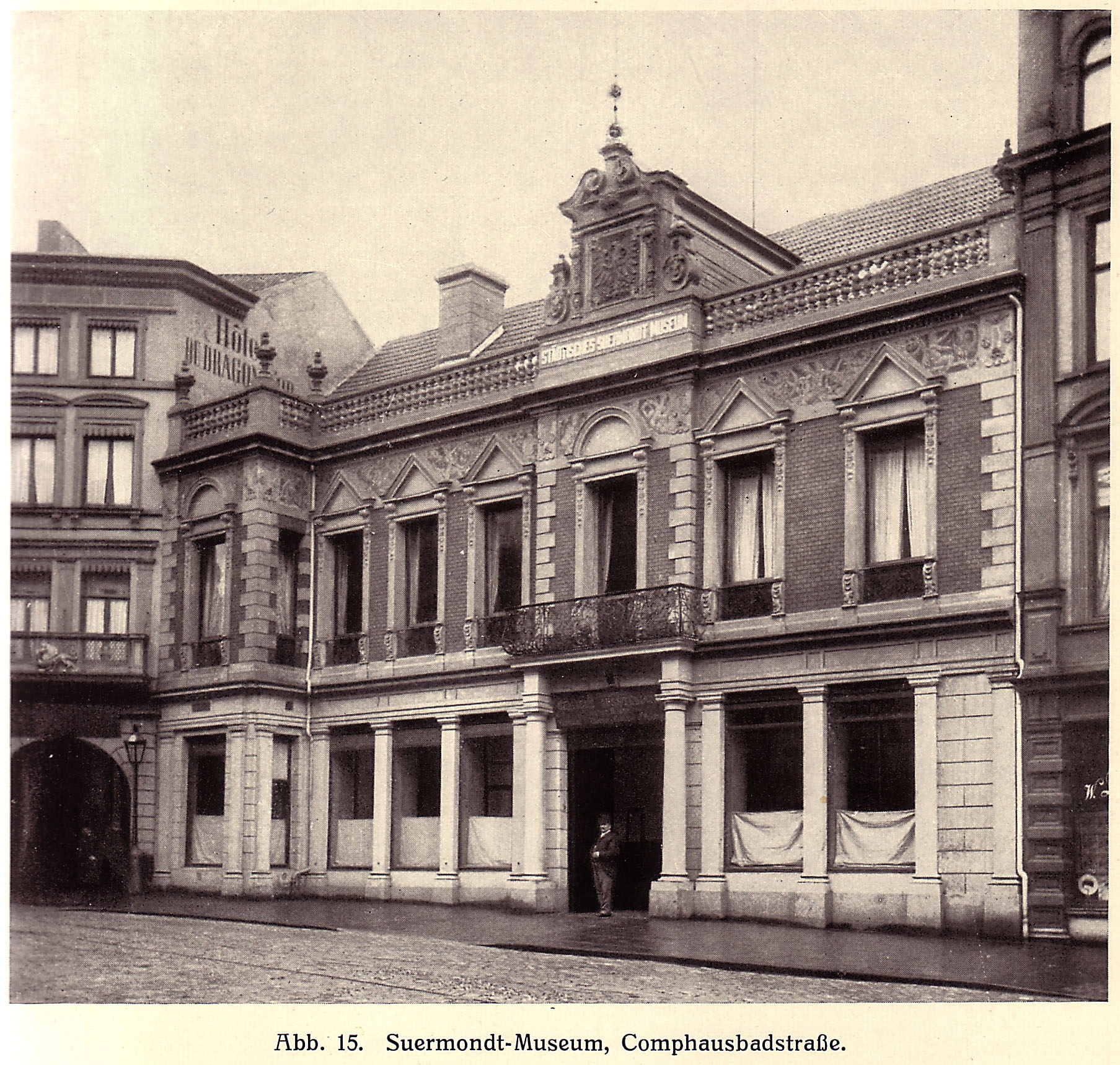
Schulgebäude 1866 bis 1892 in der Alten Redoute

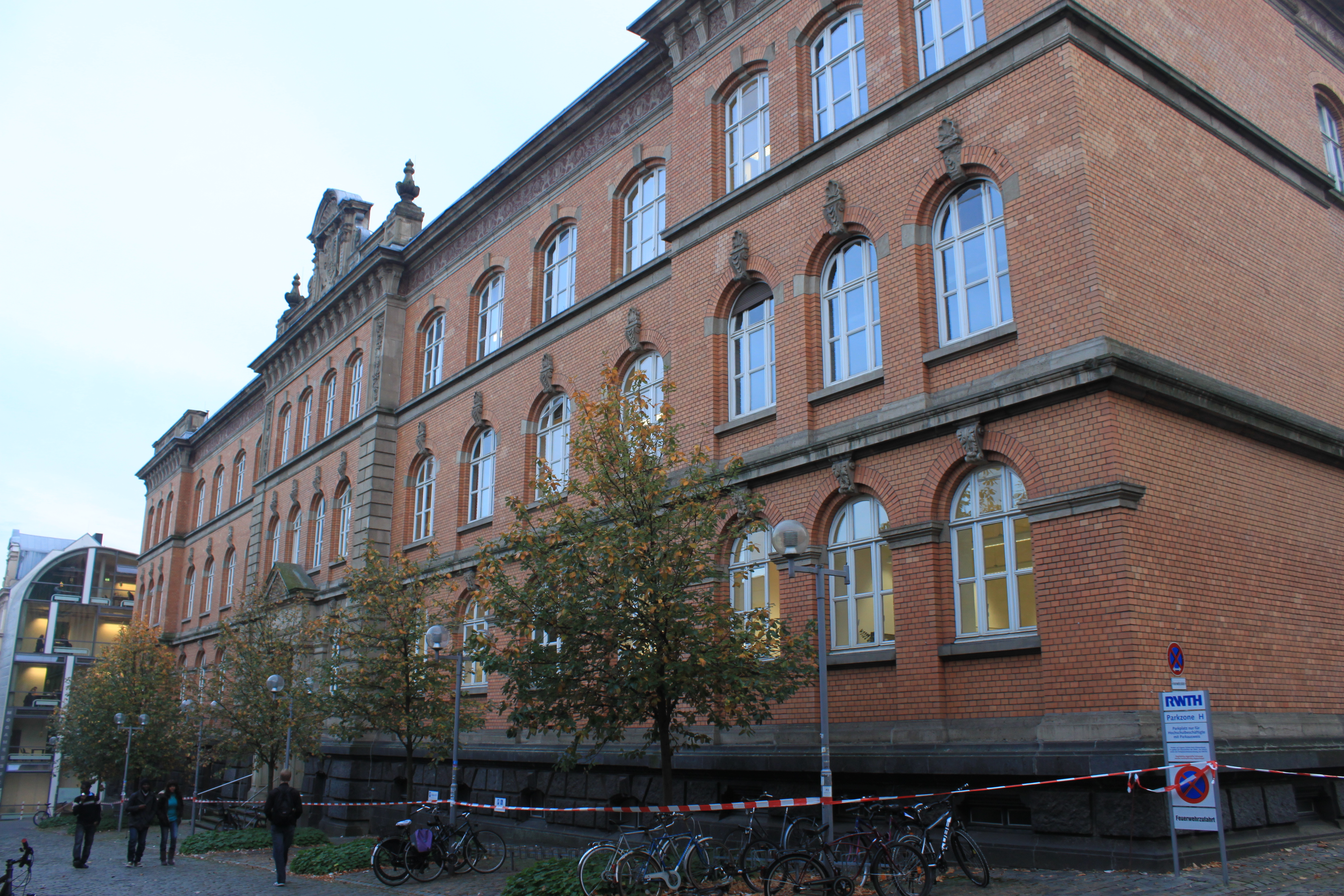
Schulgebäude 1892 bis 1965 in der Vinzenzstraße

Unter Pützers Leitung fand 1866 der Umzug der „Höheren Bürgerschule“ in die Räumlichkeiten der Alten Redoute in der Aachener Comphausbadstraße statt, die 1883 zur Realschule aufgewertet wurde und bis 1882 noch über Fachklassen für Maschinenbau und chemisch-technische Berufe sowie über die Handwerkerschule verfügte. Nachdem das Schulgebäude den steigenden Schülerzahlen nicht mehr gewachsen war, wurde 1892 das nach Plänen von Joseph Laurent neu errichtete Schulgebäude in der damaligen Vinzenzstraße (heute: Kármánstraße) bezogen. Ein Jahr später erfolgte die Anerkennung als Oberrealschule und im Jahr 1893 der Status eines städtischen Reform-Realgymnasiums, deren Reifezeugnis den Zugang zur Technischen Hochschule sowie den Zugang zum Studium der Mathematik und den Naturwissenschaften mit dem Recht der Zulassung zur Prüfung für das Lehramt an Höheren Schulen ermöglichte. 1903 wurde unter Pützers Nachfolger der Lateinunterricht eingeführt, der den Schülern nun auch die Möglichkeit bot, die historisch-geisteswissenschaftliche Vorbildung zu erwerben.
Um Verwechslungen mit dem bestehenden zweiten Realgymnasium Aachens, dem späteren Rhein-Maas-Gymnasium, zu verhindern, erfolgte anlässlich des 70. Geburtstages von Generalfeldmarschall Paul von Hindenburg am 2. Oktober 1917 die Umbenennung der Schule in der Vinzenstraße in „Hindenburgschule“. Während der folgenden Zeit des Nationalsozialismus wurde der regimekritische Leiter 1933 aus dem Amt entlassen und durch eine regimefreundliche Schulführung ersetzt, die eine „angepasste“ Reform des Schullebens durchsetzte. Diese beginnenden neuen Strömungen bekamen dann auch die jüdischen Schüler zu spüren.
Während des Zweiten Weltkriegs kam das Schulleben zum Erliegen und erst nach Kriegsende wurde am 14. November 1945 die bisherige Hindenburgschule unter dem neuen Namen „Couven-Gymnasium“ wieder eröffnet. Zugleich ging das Couven-Gymnasium in den Jahren 1945 und 1946 eine Kooperation mit dem St. Leonhard Gymnasium sowie von 1945 bis 1958 eine Kooperation mit dem Rhein-Maas-Gymnasium ein und stellte für deren Schüler und Lehrer Räumlichkeiten als Ersatz für deren kriegszerstörte Schule zur Verfügung. Schließlich erfolgte für das Couven-Gymnasium 1965 der neuerliche Umzug in einen großen zeitgemäßen Neubau an der Lütticher Straße; das vormalige Schulgebäude wurde von der RWTH Aachen für ihre neu gegründete Philosophische Fakultät übernommen.
Zwölf Jahre später wurde am Couven-Gymnasium die Koedukation eingeführt und die Schule später sowohl zur MINT-EC-Schule als auch zur Europaschule mit einem deutsch-englischen bilingualen Sprachenzug ausgebaut, wofür sie die Auszeichnung zur „QuisS“ (Qualität in sprachheterogenen Schulen) erhielt. In einer fünfzügigen Sekundarstufe I und einer sechszügigen Sekundarstufe II werden rund 1100 Schüler und Schülerinnen unterrichtet. Die Schule bietet weiterhin das Abitur nach acht oder neun Jahren an.

## Bekannte Lehrer
- Peter Johannes Droste (* 1959), Lehrer für Geschichte, Philosophie und Deutsch
- Arnold Foerster (1810–1884), unterrichtete ab 1836, wurde hier 1850 Oberlehrer und 1855 Professor
- Friedrich Haagen (1806–1879), Historiker, unterrichtete als Oberlehrer (1845) und Professor (1873) die Fächer Geschichte und Geographie sowie Literatur und Französisch.
- Johann Heinrich Kaltenbach (1807–1876), Botaniker und Entomologe, unterrichtete von 1837 bis 1876
- Heinrich vom Kolke (1821–1856), Physiker, unterrichtete ab 1852 Mathematik, Physik und Chemie
- Jürgen Nendza (* 1957), Lehrer für Literatur und Philosophie
- Wolfgang Nestler (* 1943), Kunsterzieher, unterrichtete von 1972 bis 1977
- Nikolaus Salm (1809–1883), Zeichenlehrer
- Matthias Schwickerath (1892–1974), Botaniker, unterrichtete von 1918 bis 1932

## Bekannte Schüler (Auswahl)
- Thomas Bade (* 1963), deutscher Journalist und Fernsehmoderator
- Dennis Braunsdorf (* 1988), deutsch-niederländischer Komponist
- Klaus Bresser (* 1936), deutscher Journalist und ehemaliger Chefredakteur des ZDF
- Lars Breuer (* 1974), deutscher Typograph und Künstler
- Gottfried Dossing (1906–1997), deutscher römisch-katholischer Prälat
- Heinrich Dreidoppel (* 1938), deutscher Kunstpädagoge, Zeichner und Maler
- Jürgen Egyptien (* 1955), deutscher Schriftsteller und Literaturwissenschaftler
- Detlef Fetchenhauer (* 1965), deutscher Psychologe und Soziologe
- Franz Herren (1900–1983),  deutscher Agrarwissenschaftler
- Fredy Hirsch (1916–1944), deutsches Holocaustopfer
- Peter Hodiamont (1925–2004), deutsch-niederländischer Maler und Bildhauer
- Otto Junker (1900–1982), deutscher Ingenieur und Unternehmer
- Hans-Martin Küsters (1946–2014), deutscher Fotograf und Pädagoge
- Hans Königs (1903–1988), deutscher Architekt
- Ewald Mataré (1887–1965), deutscher Bildhauer, Grafiker und Maler
- Fritz Neuman (1868–1935), deutscher Ingenieur und Unternehmer
- Heike Opitz (* 1975), deutsche Juristin
- Hans-Ullrich Paeffgen (* 1945), deutscher Jurist
- Stefan Pischinger (* 1961), deutscher Maschinenbauer und Vorsitzender der FEV GmbH
- Christoph Siemons (* 1969), deutscher Musiker und Produzent